# Irshad Manji
Irshad Manji (Oeganda, 1968) is een Canadese schrijfster, journaliste en activiste van Egyptische en Gujarati afkomst. Zij ijvert voor de modernisering van haar geloof de islam en is een uitgesproken feministe.
Manji werd geboren in Oeganda, maar verhuisde op driejarige leeftijd naar Canada, toen de toenmalige dictator Idi Amin alle Aziaten uit Oeganda verdreef. Ze studeerde geschiedenis aan de universiteit van Brits-Columbia.
Tussen 1998 en 2001 was ze producent van een televisieprogramma, Q Files op de televisiezender Citytv. Ook was ze gastvrouw en producent van andere programma's.
Op dit moment is ze directeur van de Canadese televisiezender VERB, die gericht is op jonge mensen en culturele diversiteit. Daarnaast heeft ze op TVOntario een eigen televisieprogramma.

## Kritiek op de islam
Manji heeft kritiek geuit op de islam, en dan met name de behandeling van vrouwen, homo's en lesbiennes en joden door sommige moslims. Zij draagt geen hidjab omdat zij de Koran zo interpreteert dat die alleen door vrouwen en dochters van de profeet Mohammed werden gedragen.
Ze is kritisch over de historische interpretaties van de Koran en is een voorstander van het concept van ijtihad, waarbij gelovigen zelf interpretaties mogen maken zonder dat zij hiervoor geestelijken nodig hebben.
Het lijdt geen twijfel dat haar mening over de islam tot kritiek van moslims heeft geleid. Daarnaast ontving ze ook diverse doodsbedreigingen van moslimextremisten. Veel moslims beschouwen haar als een afvallige moslim. Haar boeken The Trouble with Islam Today en Allah, Liberty and Love werden verboden door de Maleisische overheid.
Manji's partner heet Michelle Douglas en zij is een Canadese activiste.
Ook in Nederlandse debatten over de islam wordt haar naam regelmatig aangehaald. Ze is een van de zes vrouwen die aan bod komen in het boek De derde feministische golf van Dirk Verhofstadt. In 2011 werd een debat in Amsterdam, waaraan Manji deelnam, verstoord door leden van Sharia4Belgium.

## Boeken
- Risking Utopia: On the Edge of a New Democracy (1997)
- The Trouble with Islam: A Muslim's Call for Reform in Her Faith (2002) In het Nederlands vertaald als Het Islam dilemma ISBN 90-229-8816-3